# Hồ Thị Chỉ
Hồ Thị Chỉ (chữ Hán: 胡氏芷; 1902 - 1982), là Nhất giai Ân phi (一階恩妃) của hoàng đế Khải Định thuộc triều đại nhà Nguyễn trong lịch sử Việt Nam. Khi Hoàng quý phi Trương Như Thị Tịnh bỏ đi tu, bà có vai trò lớn nhất trong hậu cung của Khải Định.
Câu chuyện về bà là một bi kịch, khi yêu hoàng đế Duy Tân nhưng cuối cùng bà lại trở thành hoàng phi của Khải Định. Bà sống cuộc sống tẻ nhạt bên cạnh Khải Định, không con cái, cho đến lúc ông mất thì bà phải dọn ra khỏi hoàng cung, sống cô đơn cho đến cuối đời.

## Tiểu sử
Theo tộc phả của dòng họ Hồ Đắc ở làng An Truyền (làng Chuồn); nay là xã Phú An, huyện Phú Vang, tỉnh Thừa Thiên – Huế, thì bà Hồ Thị Chỉ là con gái của Thượng thư bộ Học Hồ Đắc Trung và bà Châu Thị Ngọc Lương; cháu nội của Hầu tước Hồ Đắc Tuấn và Quận chúa Công nữ Thức Huấn, con gái của Tùng Thiện vương Nguyễn Phúc Miên Thẩm – Hoàng tử thứ 10 của vua Minh Mạng. Các anh em trai của bà là Hồ Đắc Khải, Hồ Đắc Điềm, Hồ Đắc Di, Hồ Đắc Ân, Hồ Đắc Lân và Hồ Đắc Thứ. Các chị em gái là Hồ Thị Hạnh, Hồ Thị Huyên và Hồ Thị Phương.

### Mối tình với vua Duy Tân
Theo sử sách, vào khoảng năm 1913, khi vua Duy Tân 14 tuổi, ở ngôi được 6 năm, để nhà vua ở tuổi thiếu niên không vướng vào chính trị như vua cha Thành Thái, người Pháp cho xây tòa "Thừa lương" ở Cửa Tùng (Quảng Trị). Vào mùa hè hàng năm, nhà vua ra nghỉ ngơi tắm biển. Cùng tháp tùng nhà vua trong mỗi lần ra Cửa Tùng có ông Hồ Đắc Trung, Thượng thư bộ Học, cùng 4 người con: Hồ Đắc Điềm, Hồ Đắc Di, Hồ Thị Chỉ, Hồ Thị Hạnh, để nhà vua có bạn trò chuyện, nô đùa. Lúc ấy, Hồ Thị Chỉ mới 12 tuổi mà đã có nhiều nét xuân thì, vừa xinh xắn yểu điệu, vừa hay thẹn thùng e lệ trông rất dễ thương, dễ mến. Ngay từ phút đầu, nàng đã làm cảm động vị vua trẻ.
"Mỗi buổi sáng, mặt trời vừa mọc, vua cho đòi đám trẻ đến để cùng đi ra biển bơi lội. Thầy tôi căn dặn chúng tôi phải giữ lễ vua tôi, không được tự do cười nói như đối với người thường, nhưng nhà vua lại rất dung dị, gọi các anh tôi bằng anh, gọi tôi bằng em. Ngài ít nói chuyện với chị tôi. Mỗi khi vui đùa cùng hai anh tôi và tôi, ở những trò chơi con nít, vua chỉ nhìn chị tôi mà không mời chơi. Khi nào Ngài cũng tỏ ra vui vẻ, song vẫn nghiêm trang. Chúng tôi rất mến Ngài, nhưng vẫn không dám cười đùa nhiều, sợ thầy chúng tôi quở. Khi mùa hè gần hết, vua tôi chia tay, chị tôi khóc. Ngài nói nhỏ với tôi: Dỗ chị đi em, rồi sang năm chúng ta gặp lại", sư bà Diệu Không (tức Hồ Thị Hạnh, em ruột Hồ Thị Chỉ) viết trong hồi ký.
Năm sau gần đến hè, vì Hồ tiểu thư đã lớn nên không được phép cùng các anh ra chơi Cửa Tùng. Hồ Thị Chỉ thương nhớ vua nên cứ giọt ngắn giọt dài, vậy mà vẫn không lay chuyển được quyết định của mẹ. Còn vua Duy Tân cũng rất buồn nhớ, luyến tiếc hè năm ngoái... Do vậy, khi vua được hai bà Hoàng Thái Hậu cho phép nạp phi, ông đã chọn tiểu thư họ Hồ.
Sư bà Diệu Không kể:
"Mãn hè một tháng, một hôm có thị vệ đến xin ảnh chị tôi đem vào nội cho hai ngài Thái hậu xem mặt. Một tuần sau, hai Ngài cho đòi thầy mạ tôi vào chầu và sau đó, tôi thấy kiệu vua đệ ra nhà tôi một đôi bông tai và một đôi vòng vàng cho chị tôi, thầy mạ tôi quỳ lễ bái lãnh... Đó là lễ hỏi của vua dành cho chị tôi. Chị tôi cũng ra lạy tạ ân vua hạ cố".
Thế nhưng, trớ trêu là cuối năm 1915, vua Duy Tân đã mời Thượng thư Hồ Đắc Trung gặp riêng và nói lời rút lui việc hôn nhân với Hồ Thị Chỉ mà không cho biết lý do. Đầu năm 1916, lễ nạp phi diễn ra, người ngồi kiệu hoa vào cung là tiểu thư Mai Thị Vàng, con gái ông Mai Khắc Đôn, thầy dạy chữ Hán cho vua Duy Tân.
Gia đình Thượng thư Hồ Đắc Trung, nhất là Hồ Thị Chỉ đã rất thất vọng và buồn chán. Đến tháng 5/1916, vua Duy Tân bị Pháp bắt vì tham dự cuộc khởi nghĩa vũ trang do Việt Nam Quang phục hội lãnh đạo. Từ biến cố này, nguyên nhân của việc nhà vua từ hôn với Hồ Thị Chỉ đã được sáng tỏ. Theo lời khai của nhà vua với người Pháp, sở dĩ ông thay đổi ý định kết hôn với con gái Thượng thư Hồ Đắc Trung vì lúc bấy giờ, ông đã nhận lời tham dự cuộc khởi nghĩa vũ trang do Quang Phục hội lãnh đạo, nên không muốn người yêu là Hồ Thị Chỉ và gia đình đông con của Thượng thư Hồ Đắc Trung phải gánh chịu liên lụy.
Lại nói, ban đầu, người Pháp cũng đặt Hồ Đắc Trung vào vị trí số người có nghi vấn liên quan đến cuộc khởi nghĩa bất thành, nên nhờ lời khai đó, ông được công nhận là vô can. Tiểu thư Hồ Thị Chỉ càng thêm cảm phục quý mến tình cảm của Duy Tân và nguyện một đời sống chết vì vua. Thế nhưng, cuộc đời bà lại rẽ sang một hướng khác.

### Trở thành Ân phi vua Khải Định
Hoàng đế Khải Định, tên Nguyễn Phúc Bửu Đảo, còn có tên là Nguyễn Phúc Tuấn; là con trưởng của hoàng đế Đồng Khánh và Tiên Cung hoàng hậu Dương Thị Thục. Dân gian thường gọi Bửu Đảo là ông Hoàng Cả. Giống vua cha, Khải Định nổi tiếng là một ông vua bù nhìn theo Pháp, ham chơi, thích trang điểm lòe loẹt, nửa cổ nửa kim. Theo giai thoại được truyền tụng trong dân gian thì Khải Định là người đồng tính nhưng lại có tất cả 12 bà vợ, trong đó có 2 bà được cưới hỏi theo đúng nghi lễ triều đình, đó là bà Trương Như Thị Tịnh đã xuất gia tu hành trước khi Khải Định lên ngôi và bà Hồ Thị Chỉ cưới sau ngày lên ngôi.
Năm 1917, Khải Định ngự giá lễ đặt viên đá đầu tiên xây trường nữ sinh Đồng Khánh. Vua thấy một nữ sinh xinh đẹp, khoan thai kính cẩn dâng lên ngài một chiếc kéo mới tinh đặt trên một cái khay phủ gấm điều. Hoàng thượng nhận chiếc kéo để cắt giải lụa hồng, buộc ngang cổng trường, trước khi tiến vào sân hành lễ. Thế rồi, cô thiếu nữ sau này được đưa vào nội cung làm hoàng phi.
Hồi ký của sư bà Diệu Không ghi lại cuộc gặp ngỏ lời cầu hôn với Hồ Thị Chỉ giữa vua Khải Định và Thượng thư Hồ Đắc Trung:
"Tôi cần một người vợ nói tiếng Pháp giỏi để làm các việc cơ mật, mà người đó là con gái Thầy - ông gia hụt của Duy Tân. Trước đây, tôi đã có người vợ con cụ Trương Như Cương nhưng bà ấy đã xin về ba năm nay rồi. Tôi sẽ cưới con Thầy làm Hoàng phi vợ chính. Thật ra, tôi cũng đã có một người hầu và một con mới 4 tuổi, nó sẽ là con của bà Hoàng phi".
Đối với ông Hồ Đắc Trung, đây là một tin sét đánh vì ông biết con gái ông rất nặng tình với cựu hoàng Duy Tân, không dễ gì chấp nhận làm vợ Khải Định. Và đúng như thế, khi nghe cha nói lại ý định của vua, cô Hồ Thị Chỉ đã vừa khóc vừa thưa: "Con xin nguyện ở với cha mẹ trọn đời không lấy ai nữa hết!".
Ông bà Hồ Đắc Trung, anh cả Hồ Đắc Khải, em gái Hồ Thị Hạnh đã họp bàn tìm cách thuyết phục Hồ Thị Chỉ vì họ thừa biết, tuy Khải Định mới ngỏ ý nhưng đây đã là "khẩu dụ" của nhà vua, nếu không nghe theo thì cả nhà không tránh khỏi tội khi quân, kháng chỉ, tai họa khôn lường. Họ đã nghĩ đến chuyện hai cha con Hồ Đắc Trung, Hồ Đắc Khải xin từ quan về làm ruộng.
Liền mấy ngày đêm, cả nhà ra sức khuyên giải Hồ Thị Chỉ. Cô em Hồ Thị Hạnh đêm nằm bên chị rỉ rả thuyết phục: "Thầy và anh Khải đều là văn nhơn, nay về làm ruộng sao được. Huống nữa còn 4 anh em đang học ở Hà Nội, vậy ai là người nuôi các anh nên tương lai? Nếu chị mà không biết hy sinh thì chị còn thua nàng Kiều đã bán mình chuộc cha. Còn Ngài (Duy Tân) đã vị quốc gia, vậy sao chị không vị gia đình như Ngài đã hy sinh vì nước?". Cuối cùng, sáng hôm sau, đôi mắt còn sưng húp, nét mặt buồn phiền, Hồ Thị Chỉ sang phòng cha và thưa: "con xin nghe lời Thầy và anh!".
Ngày 3 tháng 12 cùng năm, lễ nạp phi đã diễn ra long trọng và Hồ Thị Chỉ được phong làm Ân phi, thuộc hàng Nhất giai Phi là tước hiệu cao quý nhất trong hàng "cửu giai" do triều Nguyễn ban tặng cho các bà vợ của vua trong nội cung, chỉ dưới Hoàng quý phi là chính thất của nhà vua.
Bà rất được nể trọng với tư cách là Hoàng hậu, xuất hiện cùng Khải Định trong những lần tiếp tân, yến tiệc với quan khách trong ngoài nước. Bà xinh đẹp, thông thái, am hiểu văn hóa, ứng xử với phương Đông phương Tây, nói tiếng Pháp rất thông thạo, thường làm phiên dịch cho nhà vua.
"Tuy được gả cho vua mà tình người con gái vẫn còn quyến luyến vua cũ không nguôi, còn thầy tôi làm quốc trượng... mà lòng vẫn buồn nên thường lui tới chùa Trúc Lâm để tâm sự với hòa thượng Giác Tiêu cho vơi bớt nỗi sầu thế sự", sư bà Diệu Không cho biết.

### Cuối đời
Sau ngày Khải Định qua đời (1925), bà Ân phi không có được mụn con với nhà vua. Thái tử Nguyễn Phúc Vĩnh Thụy lên nối ngôi đặt niên hiệu Bảo Đại. Vua Bảo Đại lập lại các danh hiệu Hoàng thái hậu, Hoàng hậu, Đông cung thái tử và thay đổi cả nghi thức nội cung, chỉ phong cho mẹ đẻ là bà Hoàng Thị Cúc chức Đoan Huy Hoàng Thái hậu, tức bà Từ Cung có quyền thế bậc nhất trong nội cung. Ân phi Hồ Thị Chỉ không được thụ phong, không sống trong nội cung, mà sống ở Cung An Định, rồi chuyển về ngôi biệt thự 145 (79D cũ) ở đường Phan Đình Phùng (Huế) trú ngụ.
Cuộc đời thăng trầm cay đắng, hai lần "nạp phi", không có con, bà Ân Phi Hồ Thị Chỉ phiền muộn âu sầu, mắc phải chứng trầm cảm, rối loạn tâm thần. Bà sống lay lắt và đơn độc. Ngày ngày bà mang một rổ bánh nậm, lọc ra bán ở chợ An Cựu để kiếm sống qua ngày, ai thích thì cho, ai không thích không bán, ăn mặc và chỗ ở rất luộm thuộm. Bệnh thần kinh ngày càng có chiều hướng nặng hơn.
Năm 1975, hai người anh ruột của bà là Hồ Đắc Điềm và Hồ Đắc Di từ Hà Nội vào Huế đã gặp lại người em gái của mình sau bao năm xa cách. Từ đó cuộc sống của bà được cải thiện hơn, tỉnh táo hơn, không đi lang thang nữa. Hàng tuần bà vẫn đi cầu kinh ở Dòng Chúa Cứu Thế.
Bà mất vào năm 1985 vì suy kiệt và tiêu chảy cấp tại bệnh viện Trung ương Huế, hưởng thọ 83 tuổi. Mộ phần của bà được an táng bên cạnh song thân trong khuôn viên lăng mộ Hồ Đắc trên ngọn đồi thông gần chùa Hồng ân do ni trưởng Thích Nữ Diệu Không (em gái của bà) sáng lập và trụ trì. Hiện nay tại khu vực này có nhà Tưởng niệm họ Hồ và gia tộc Hồ Đắc mới được xây cất bên cạnh bảo tháp của Sư bà Diệu Không.